# Płoszczad´ Mużestwa
Płoszczad´ Mużestwa (ros. Пло́щадь Му́жества) – piąta stacja linii Kirowsko-Wyborskiej, znajdującego się w Petersburgu systemu metra.

## Charakterystyka
Stacja Płoszczad´ Mużestwa (Plac Odwagi) została otwarta 31 grudnia 1975 roku i jest to stacja typu jednonawowego. Autorami projektu architektonicznego stacji są: Ł. L. Szrioter (Л. Л. Шрётер), J. M. Rapoport (Е. М. Рапопорт), A. J. Swirski (А. Я. Свирский), L. I. Szymakowski (Л. И. Шимаковский), P. I. Juszkancew (П. И. Юшканцев). Początkowo stacja miała nosić nazwę Kuszelewka (Кушелевка), co wiązać się miało z historycznym określeniem tego obszaru Petersburga. Ostatecznie obecna nazwa została nadana na cześć znajdującego się nieopodal placu (nazwę tę nosi on od maja 1965 roku), poświęconego mężnej obronie miasta przez jego mieszkańców w czasie wojennej Blokady Leningradu. Do stacji prowadzą dwa wejścia, jedno ze wspomnianego placu, drugie z kompleksu budynków Petersburskiego Państwowego Uniwersytetu Politechnicznego. Drugie z tych wejść jest używane tylko w specjalnych przypadkach i z reguły pozostaje zamknięte dla ruchu pasażerskiego. Wystrój stacji nawiązuje do czasów obrony miasta w czasie II wojny światowej, o czym zaświadcza inskrypcja umieszczona na jednej ze ścian („Chwała bohaterom, ciebie, Leningradzie, obraniających"). Na północnej ścianie umieszczona została pięcioramienna gwiazda barwy złotej. Ściany wykonane są z szarego marmuru, posadzki wyłożono natomiast płytami z szarego granitu. Lampy stylizowane są na znicze z tzw. wiecznym ogniem. Płoszczad´ Mużestwa położony jest na głębokości 67 metrów. Stacja dysponuje zestawem trzech schodów ruchomych. W czasie budowy stacji natrafiono na pozostałości dawnego podziemnego kanału, związanego z Newą, wypełnionego kurzawką. Grunt na obszarze jej występowania został zmrożony, co umożliwiło zakończenie drążenia tuneli. W 1995 roku okazało się, że tego typu rozwiązanie problemu było niewystarczające i problem pojawił się znowu. Do 2004 roku trwały prace nad usunięciem kurzawki i drążenie nowego odcinka, co utrudniało ruch pociągów na tym odcinku.
Płoszczad´ Mużestwa był pierwszą w dawnym Związku Radzieckim i jedną z pierwszych na świecie, stacją typu jednonawowego. W 2009 roku przeprowadzono remont, wymieniając m.in. tory. Pociągi na stacji kursują od godziny 5:40 do godziny 0:37 i w tym czasie jest ona otwarta dla pasażerów.